# Marie-Thérèse Coenen
Marie-Thérèse Coenen (Leuven, 12 februari 1955) is een Belgisch voormalig politica van Ecolo.

## Levensloop
Coenen werd in 1979 licentiate in de wijsbegeerte en letteren, richting geschiedenis, aan de UCL en werd er geaggregeerde van het hoger secundair onderwijs. Ze werd vanaf 1979 wetenschappelijk medewerkster en nadien directrice van het CARHOP, het Centrum voor de Vorming en Onderzoek in Arbeiders- en Volksgeschiedenis. Daarnaast was ze van 2003 tot 2012 actief als voorzitter van de Université des femmes, een feministische organisatie gericht op permanente vorming, en doceerde ze sociale geschiedenis aan he Institut Cardijn. Ten slotte wzes ze opleidingsadviseur van de FOPES, de Open Faculteit voor Economisch en Sociaal Beleid van de Université Catholique de Louvain.
In 1989 sloot Coenen zich aan bij de partij Ecolo. Van 1999 tot 2003 zetelde Coenen in de Kamer van volksvertegenwoordigers voor de kieskring Brussel-Halle-Vilvoorde waar ze zich voornamelijk bezighield met Sociale Zaken, Verkeer, Infrastructuur en Overheidsbedrijven. Bij de verkiezingen van mei 2003 raakte Coenen niet meer herkozen als Kamerlid. Ook is ze sinds 1980 OCMW-raadslid van Sint-Joost-ten-Node.